# Bereguardo
Bereguardo är en ort och kommun i provinsen Pavia i regionen Lombardiet i Italien. Kommunen hade 2 664 invånare (2018).